# Banco Central de Irlanda
El Banco Central de Irlanda (en irlandés: Banc Ceannais na hÉireann) es el banco central de la República Irlandesa y como tal forma parte del Sistema Europeo de Bancos Centrales (SEBC). Asimismo, es el regulador financiero del país para la mayoría de empresas de servicios financieros. Hasta la introducción del euro emitía billetes y monedas de libra irlandesa, servicio que ahora ejecuta en nombre del Banco Central Europeo.
El banco central fue fundado en 1943 y desde el 1 de enero de 1972 ha sido el banco del gobierno irlandés según la Central Bank Act 1971, que puede entenderse desde el punto de vista legislativo como la culminación de una larga transición desde una autoridad monetaria a un banco central completamente funcional.
Su sede central se encuentra en Dame Street, Dublín, donde el público puede cambiar las monedas y billetes en la divisa antigua en euros. Además tiene otras sedes auxiliares en Spencer Dock, Iveagh Court yCollege Green. El Currency Centre, la casa de moneda irlandesa que fabrica, almacena y distribuye la moneda, se encuentra en Sandyford.
En enero de 2017 la sede antigua fue vendida por 67 millones de euros y en marzo la plantilla se trasladó a un edificio de nueva construcción en North Wall Quay.

## Funciones
Desde la aprobación del Central Bank and Financial Services Authority of Ireland Act de 2003, el banco opera en dos divisiones separadas; el existente "Banco Central" y el "Financial Regulator" (Regulador financiero) — que fue posteriormente renombrado Autoridad Reguladora de Servicios Fiancieros de Irlanda.

### El Banco Central
El Banco se encarga de la política monetaria irlandesa como parte del Sistema Europeo de Bancos Centrales, así como de banquero del gobierno irlandés. Desde la Unión económica y monetaria, ejerce la mayoría de sus funciones conjuntamente con el Banco Central Europeo y los otros bancos de la eurozona.

### Financial Regulator
En 2003 una nueva división del Banco Central, con su propio presidente. Director y comité ejecutivo fue creado como Irish Financial Services Regulatory Authority. Esto fue una solución hacia aquellos que creían que el Banco Central debía mantener el control total sobre la regulación financiera de los servicios de la industria. Esta decisión del banco regula por tanto todas las instituciones financieras (incluyendo  credit unions) que operen en suelo irlandés.

## Historia
El banco fue fundado como Banco Central de Irlanda (Central Bank of Ireland/Banc Ceannais na hÉireann) en 1943 y desde el 1 de enero de 1972 ha sido el banquero del gobierno irlandés en virtud del Central Bank Act, 1971, el cual supuso su conversión de banco comercial hacia un banco central totalmente funcional.  En 2003 fue adoptado el nuevo nombre para reflejar su nuevo papel en servicios financieros y economía.
Previamente, el banco comercial  Bank of Ireland fue el banquero del gobierno hasta la independencia, y continúa siendo uno de los mayores bancos del país.

## Gobernadores del Banco de Irlanda
El Gobernador del Banco de Irlanda (gaélico An Gobharnóir) es designado por el Presidente de Irlanda a propuesta del Gobierno de Irlanda.
| Nombre (n.–m.)                   | Mandato                 |
| -------------------------------- | ----------------------- |
| Joseph Brennan (1887–1963)       | 1943–1953               |
| James J. McElligott (1890–1974)  | 1953–1960               |
| Maurice Moynihan (1902–1999)     | 1960–1969               |
| T. K. Whitaker (1916–)           | 1969–1976               |
| Charles Henry Murray (1917–2008) | 1976–1981               |
| Tomás F. Ó Cofaigh (1921–2015)   | 1981–1987               |
| Maurice F. Doyle (1932–2009)     | 1987–1994               |
| Maurice O'Connell (1936–2019)    | 1994–2002               |
| John Hurley (1945–)              | 2002–2009               |
| Patrick Honohan (1949–)          | 2009–2015               |
| Philip R. Lane (1969–)           | 2015–2019               |
| Gabriel Makhlouf (1960–)         | 1 de septiembre de 2019 |